# 中國少數民族漢語水平等級考試
中國少數民族漢語水平等級考試（簡稱民族漢考、MHK）是中華人民共和國教育部考試中心主辦的標準化漢語考試，考察對象為母語非漢語的少數民族。考試由低至高分為一至四共四個等級，考察內容包括聽、說、讀、寫四個方面。

## 外部連結
- 官網